# Ngưng tụ

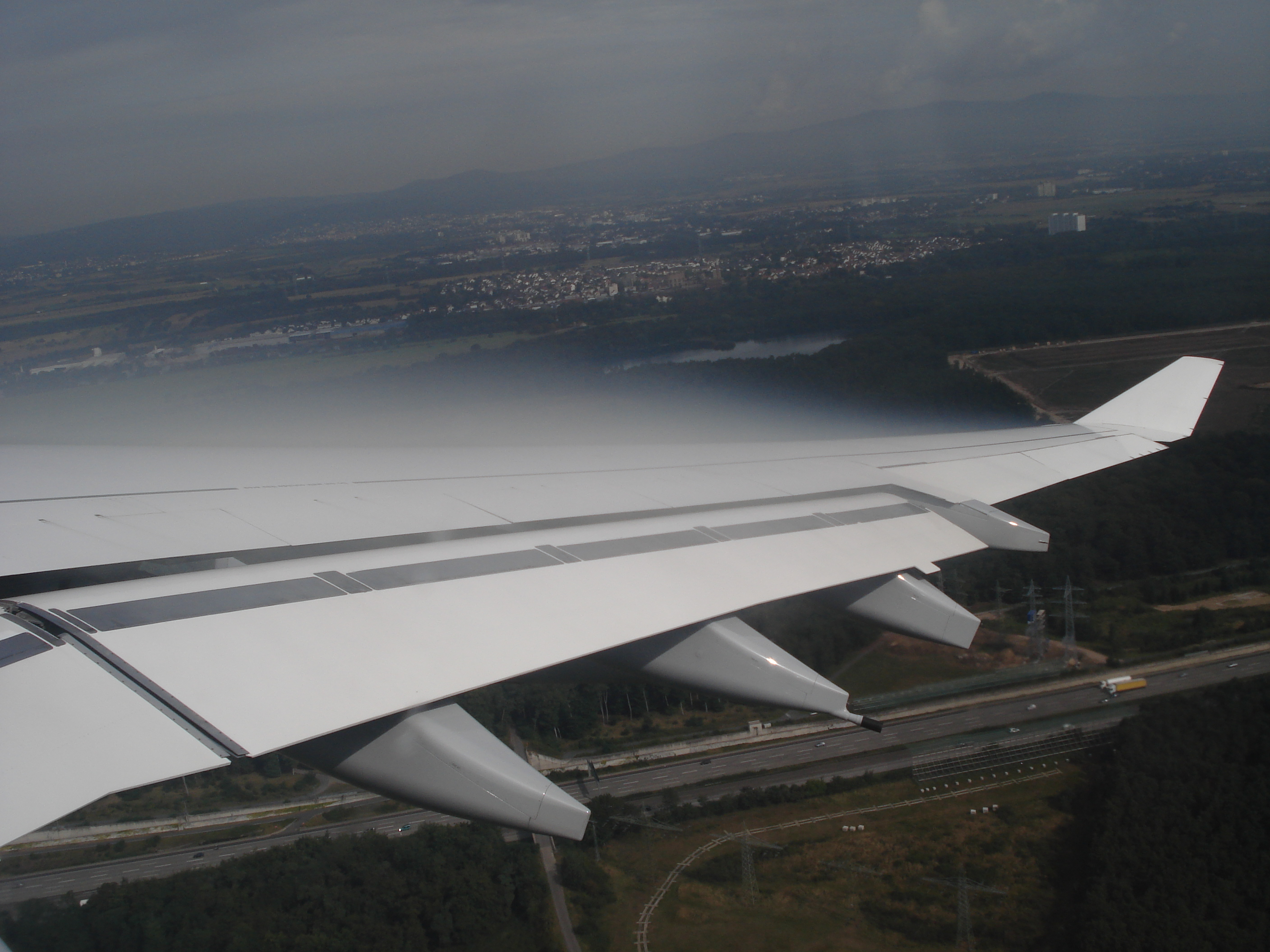
Sự ngưng tụ hình thành trong vùng áp thấp ở trên cánh của một chiếc máy bay do mở rộng đoạn nhiệt

Ngưng tụ là quá trình thay đổi trạng thái vật chất từ trạng thái khí sang trạng thái lỏng, và là quá trình ngược của bay hơi. Từ này chủ yếu mô tả chu kỳ trạng thái của nước. Nó cũng có thể được sử dụng để mô tả quá trình chuyển từ hơi nước sang nước lỏng khi tiếp xúc với một bề mặt rắn, bề mặt lỏng hoặc các hạt nhân ngưng tụ mây trong bản thân khí quyển Trái Đất. Khi quá trình chuyển đổi xảy ra trực tiếp từ trạng thái khí đến trạng thái rắn, sự thay đổi này được gọi là sự lắng đọng, là quá trình ngược của thăng hoa.

## Ngưng tụ được đo như thế nào
Ngành nghiên cứu độ ẩm đo mức độ ngưng tụ qua sự bốc hơi và không khí ẩm ở các nhiệt độ và áp suất khác nhau. Nước là sản phẩm của ngưng tụ hơi-ngưng tụ là quá trình chuyển đổi pha giống như vậy.

## Ngưng tự trong xây dựng

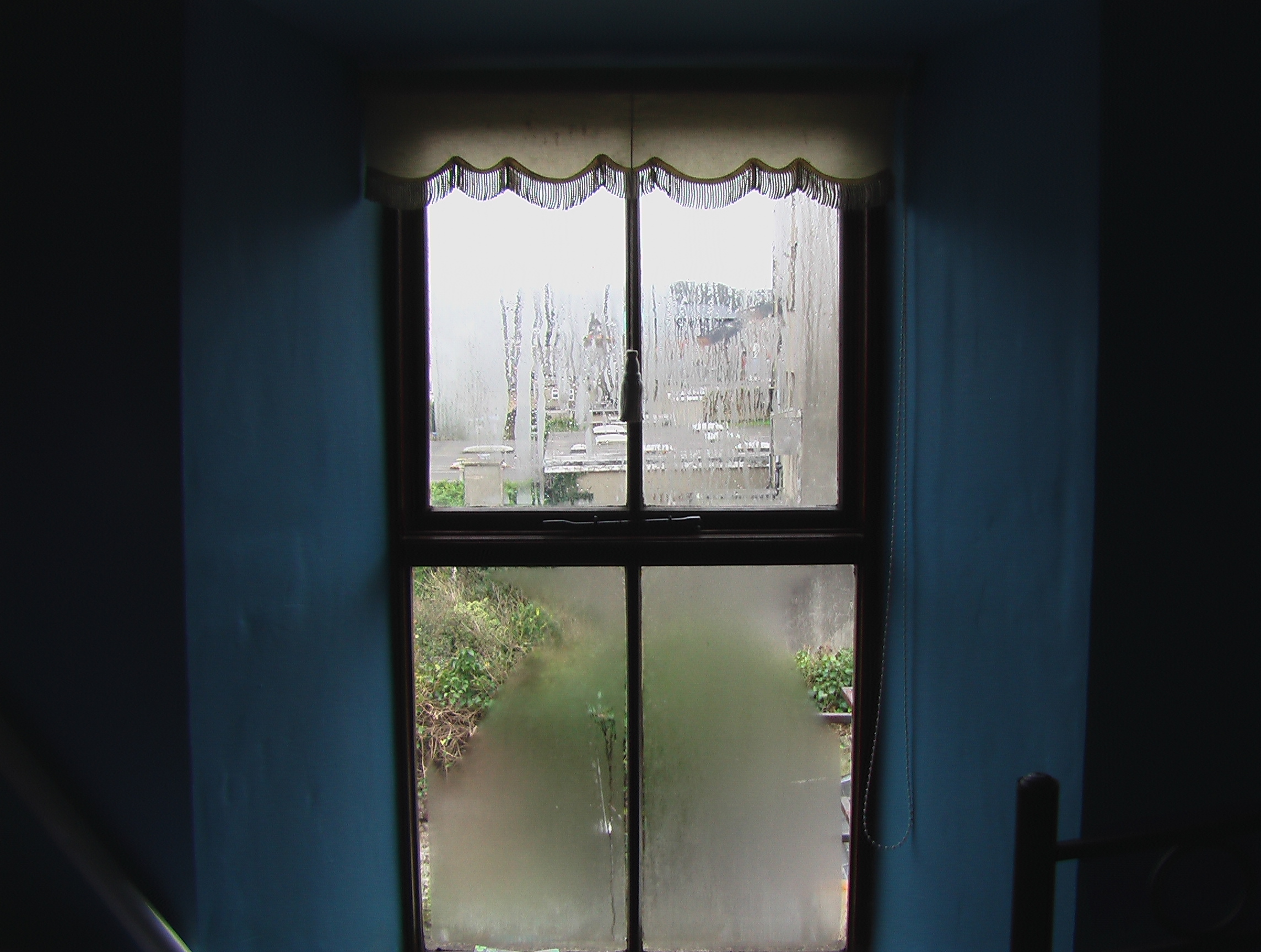
Ngưng tụ trên cửa sổ trong cơn mưa.

Ngưng tụ trong xây dựng nhà là một hiện tượng không mong muốn vì nó có thể gây ra ẩm ướt, vấn đề sức khỏe do mốc, gỗ mục, ăn mòn, làm yếu vữa và nề tường, và mất năng lượng do tăng trao đổi nhiệt. Để giảm với các vấn đề này, độ ẩm khí trong nhà cần được giảm với, hoặc hệ thống thông khí trong nhà phải được cải thiện. Điều này có thể được thực hiện bằng một số cách, ví dụ như mở cửa cổ, bật quạt thông gió, dùng máy hút ẩm, phơi quần áo ở ngoài và đậy nồi và chảo khi nấu ăn. Điều hòa và hệ thống thông khí có thể được lắp đặt để giúp giảm độ ẩm không khí và chyển khí ra khỏi nhà. Lượng hơi nước trữ trong không khí có thể được tăng lên bằng cách tăng nhiệt độ. Tuy nhiên, đây có thể là con dao hai lưỡi vì hầu hết sự ngưng tụ trong nhà xảy ra khi khí nóng, ẩm tiếp xúc với bề mặt lạnh. Vì khi khí nguội đi, nó không thể trữ bằng đấy hơi nước nữa. Điều này dẫn đến lắng đọng nước trên bề mặt. Nó rất rõ rệt khi lò sưởi được sử dụng nơi có kính một lớp vào mùa đông.
Ngưng tụ xuyên công trình có thể được gây ra bởi cầu nhiệt, không đủ hoặc thiếu sự cách nhiệt, chống ẩm hoặc tráng cách nhiệt.